# Lịch sử Gruzia
Quốc gia Georgia (tiếng Gruzia: საქართველო sak'art'velo) lần đầu tiên được thống nhất như một vương quốc dưới triều đại Bagrationi trong thế kỷ 9 đến thế kỷ thứ 10, phát sinh từ các quốc gia tiền thân của người Colchis và Iberia cổ. Vương quốc Gruzia phát triển mạnh trong thế kỷ 10-12, và rơi vào các cuộc xâm lược của Mông Cổ đối với Gruzia và Armenia vào năm 1243, và sau đó là một cuộc thống nhất ngắn dưới thời George V của Gruzia của Đế quốc Timurid. Đến năm 1490, Gruzia đã được phân chia thành một số vương quốc và công quốc nhỏ, trong suốt thời kỳ hiện đại buổi đầu đấu tranh để duy trì quyền tự chủ của họ chống lại sự cai trị của người Ba Tư và người Ottoman (nhà Safavid, Afsharid, và Qajar) cho đến khi Gruzia cuối cùng đã được sáp nhập vào Đế quốc Nga năm 1801. Sau một đợt đấu tranh giành độc lập ngắn với sự ra đời của Cộng hòa Dân chủ Gruzia 1918-1921, Gruzia trở thành một phần của Cộng hòa Xã hội chủ nghĩa Xô viết Liên bang Ngoại Kavkaz từ 1922 đến 1936, và sau đó thành lập nước Cộng hòa xã hội chủ nghĩa Xô viết Gruzia cho đến khi Liên Xô tan rã.
Cộng hòa Gruzia đã được độc lập từ năm 1991. Tổng thống đầu tiên Zviad Gamsakhurdia đã kích động chủ nghĩa dân tộc Gruzia và tuyên bố sẽ khẳng định quyền lực của Tbilisi đối với Abkhazia và Nam Ossetia. Gamsakhurdia đã bị lật đổ trong một cuộc đảo chính đẫm máu trong vòng một năm và đất nước trở nên bị lôi kéo vào một cuộc chiến tranh dân sự cay đắng, kéo dài cho đến năm 1995. Với sự hỗ trợ của Nga, Abkhazia và Nam Ossetia giành được độc lập trên thực tế từ Gruzia. Cách mạng Hoa hồng buộc Eduard Shevardnadze phải từ chức vào năm 2003. Chính phủ mới theo Mikheil Saakashvili ngăn chặn sự ly khai của một nước cộng hòa ly khai thứ ba trong cuộc khủng hoảng Ajaria năm 2004, nhưng cuộc xung đột với Abkhazia và Nam Ossetia đã dẫn đến cuộc chiến tranh Nga-Gruzia 2008 và căng thẳng với Nga vẫn chưa được giải quyết.
Lịch sử dân tộc và quốc gia Gruzia đã có từ 5.000 năm trước.

### Gruzia thời cổ đại
Hai vương quốc Gruzia thời cuối cổ đại, được người Hy Lạp cổ đại và La Mã gọi là Iberia ở phía đông và Colchis ở phía tây.
Trong Thần thoại Hy Lạp, Colchis là nơi Jason và Argonauts tìm thấy Bộ lông Cừu vàng trong câu truyện sử thi về Apollonius Rhodius' Argonautica. Sự xuất hiện của Bộ lông Cừu vàng trong thần thoại có thể xuất phát từ việc người dân địa phương dùng những bộ lông cừu để sàng bụi vàng từ lòng sông. Được những người dân bản xứ gọi là Egrisi hay Lazica, Colchis thường phải chứng kiến những trận đánh giữa hai cường quốc đối thủ là Ba Tư và Đế chế Byzantine, cả hai đều liên tục tìm cách chinh phục Tây Gruzia. Vì thế, các Vương quốc đó đã tan rã thành nhiều vùng phong kiến từ đầu Thời Trung Cổ. Điều này giúp người Ả Rập có cơ hội thuận lợi chinh phục Gruzia ở thế kỷ thứ 7. Các vùng nổi dậy đã được giải phóng và thống nhất thành một Vương quốc Gruzia thống nhất hồi đầu thế kỷ 11. Bắt đầu từ thế kỷ 12, phạm vi cai trị của Gruzia đã trải dài trên một vùng quan trọng phía nam Kavkaz, gồm cả các vùng phía đông bắc và hầu hết toàn bộ bờ biển phía bắc hiện là Thổ Nhĩ Kỳ.
Năm 337 Công nguyên, vua Mirian II tuyên bố đạo Kitô là quốc giáo, dẫn đến một sự thúc đẩy lớn trong sự phát triển văn học, nghệ thuật và cuối cùng là một nhân tố quan trọng trong việc hình thành quốc gia Gruzia thống nhất sau này. Việc chấp nhận Kitô giáo đã gắn kết đất nước với Đế chế Byzantine bên cạnh, nơi có sức ảnh hưởng lớn đến Gruzia trong gần 1 thiên niên kỉ, nhưng đồng thời cũng xác định nên căn tính văn hóa của quốc gia cho tới hiện tại.

### Gruzia thời Trung Cổ
Vương quốc Gruzia phát triển cực thịnh trong thế kỷ 12 và đầu thế kỷ 13. Giai đoạn này được nhiều người gọi bằng thuật ngữ Thời kỳ Vàng son của Gruzia hay Gruzia Phục hưng. Tuy nhiên, sự hồi sinh của Vương quốc khá ngắn ngủi, và Vương quốc cuối cùng người Mông Cổ chinh phục năm 1236. Sau đó, nhiều vị thủ lĩnh địa phương đã tình cách giành lại độc lập khỏi chính quyền trung ương Gruzia, cho tới khi Vương quốc tan rã hoàn toàn ở thế kỷ 15. Các vương quốc láng giềng lợi dụng tình hình này và từ thể kỷ 16, Đế chế Ba Tư và Đế chế Ottoman đã chinh phục vùng phía đông và phía tây Gruzia.
Những vị thủ lĩnh cai quản các vùng vẫn còn được tự trị một phần đã tổ chức các cuộc nổi dậy vào nhiều thời điểm. Cuộc xâm lược sau đó của người Ba Tư và người Thổ Nhĩ Kỳ càng làm các vương quốc và các vùng địa phương này suy yếu thêm.
Do hậu quả của những cuộc chiến tranh với các quốc gia láng giềng, ở một thời điểm dân số Gruzia chỉ còn 250.000 người.

### Trong Đế chế Nga
Năm 1783 Nga và Vương quốc đông Gruzia của Kartli-Kakheti ký kết Hiệp ước Georgievsk, theo đó Kartli-Kakheti nhận được sự bảo hộ của người Nga. Tuy nhiên, hiệp ước này không giúp Tbilisi thoát được số phận bị người Ba Tư cướp phá năm 1795.
Ngày 22 tháng 12 năm 1800, Sa Hoàng Paul I của Nga, trước cái được cho là yêu cầu của Vua Gruzia Giorgi XII, đã ký Tuyên bố sáp nhập Gruzia (Kartli-Kakheti) vào trong Đế chế Nga. Ngày 8 tháng 1 năm 1801 Sa hoàng Paul I nước Nga ký một nghị định về việc sáp nhập Gruzia (Kartli-Kakheti) vào trong Đế chế Nga điều này đã được Sa hoàng Alexander I khẳng định ngày 12 tháng 12 năm 1801. Phái bộ Gruzia tại Sankt-Peterburg đã phản ứng với một bản lưu ý đệ trình lên Phó thủ tướng Nga Hoàng tử Kurakin. Tháng 5 năm 1801, Tướng Nga Carl Heinrich Knorring hạ bệ hoàng tử kế vị Gruzia David Batonishvili và thành lập một chính phủ do Tướng Ivan Petrovich Lasarev lãnh đạo.
Giới quý tộc Gruzia không chấp nhận nghị định cho tới tận tháng 4 năm 1802 khi Tướng Knorring bao vây họ tại Thánh đường Tbilisi Sioni và buộc họ đưa ra lời tuyên thệ trung thành với Hoàng gia Đế quốc Nga. Những người phản đối bị bắt giữ ngay lập tức.
Mùa hè năm 1805, quân đội Nga tại Sông Askerani gần Zagam đánh bại quân Ba Tư cứu Tbilisi khỏi bị chinh phục.
Năm 1810, sau một cuộc chiến ngắn, tây Gruzia vương quốc Imereti bị Sa hoàng Aleksandr I của Nga sáp nhập. Vị vua Imeretian cuối cùng và người cai quản Bagrationi Gruzia cuối cùng Solomon II chết khi đang bị đày ải năm 1815. Từ năm 1803 tới 1878, sau nhiều cuộc chiến của Nga chống lại Thổ Nhĩ Kỳ và Iran, nhiều vùng lãnh thổ đã được sáp nhập vào Gruzia. Những vùng đó (Batumi, Akhaltsikhe, Poti, và Abkhazia) hiện chiếm một phần lớn lãnh thổ Gruzia.
Công quốc Guria bị xóa bỏ năm 1828, và công quốc Samegrelo (Mingrelia) chịu số phận tương tự năm 1857. Vùng Svaneti dần bị sáp nhập trong giai đoạn 1857–59.

### Giai đoạn độc lập ngắn và thời kỳ Xô viết

#### Giai đoạn độc lập ngắn
Sau Cách mạng tháng Mười Nga năm 1917, Gruzia tuyên bố độc lập ngày 26 tháng 5 năm 1918 trong bối cảnh cuộc nội chiến Nga đang diễn ra. Cuộc bầu cử nghị viện kết thúc với thắng lợi của Đảng Dân chủ Xã hội Gruzia, được coi là một đảng Menshevik, và lãnh đạo đảng này, Noe Zhordania, lên nắm quyền thủ tướng. Năm 1918 một cuộc chiến tranh giữa Gruzia–Armenia bùng nổ tại các tỉnh của Gruzia có đa số người Armenia sinh sống vì sự can thiệp của Anh. Trong giai đoạn 1918–19 tướng Gruzia Giorgi Mazniashvili đã chỉ huy một cuộc tấn công chống lại quân Bạch Vệ do Moiseev và Denikin chỉ huy để giành chủ quyền bờ biển Đen từ Tuapse tới Sochi và Adler cho nước Gruzia độc lập. Tuy nhiên, nền độc lập này không kéo dài.

#### Thời kỳ Xô viết
Tháng 2 năm 1921, Gruzia bị Hồng quân Xô viết chiếm đóng. Quân đội Gruzia thua trận và chính phủ Dân chủ Xã hội phải bỏ chạy khỏi đất nước. Ngày 25 tháng 2 năm 1921, Hồng quân tiến vào thủ đô Tbilisi và lập nên một chính phủ cộng sản do một thành viên Bolshevik Gruzia là Filipp Makharadze lãnh đạo, nhưng quyền lãnh đạo của Xô viết chỉ được thiết lập một cách chắc chắn sau khi cuộc nổi dậy năm 1924 bị trấn áp. Gruzia bị sáp nhập vào nước Cộng hòa Xã hội chủ nghĩa Xô viết Liên bang Ngoại Kavkaz gồm Gruzia, Armenia và Azerbaijan. Nước cộng hòa này giải tán năm 1936 và Gruzia trở thành Cộng hòa Xã hội chủ nghĩa Xô viết Gruzia.
Đảng viên cộng sản cấp tiến người Gruzia Ioseb Jughashvili, nổi tiếng hơn với cái tên thời chiến Stalin (có nghĩa là "thép" trong tiếng Nga: сталь) là gương mặt nổi bật trong phái Bolshevik Nga, phe lên nắm quyền tại Nga sau Cách mạng tháng 10 năm 1917. Stalin đã trở thành nhà lãnh đạo tối cao của Liên bang Xô viết.
Từ năm 1941 tới 1945, trong Thế chiến II, tới 700.000 người Gruzia đã chiến đấu trong lực lượng Hồng quân chống lại Phát xít Đức. (Một số công dân Gruzia cũng tham gia chiến đấu trong quân đội Đức). Khoảng 350.000 người Gruzia đã thiệt mạng trong những trận đánh tại Mặt trận phía đông. Cũng trong giai đoạn này người Chechen, Ingush, Karachay và người Balkaria từ vùng Bắc Kavkaz, bị trục xuất tới Siberia vì cái gọi là cộng tác với Phát xít. Với việc các nước cộng hòa bên trong bị bãi bỏ, Cộng hòa Xã hội chủ nghĩa Xô viết Gruzia đã được công nhận một số vùng lãnh thổ, cho tới năm 1957.
Phong trào bất đồng và tái lập quốc gia Gruzia bắt đầu phát sinh trong dân chúng trong thập niên 1960. Trong số những nhân vật bất đồng Gruzia, một trong những nhà hoạt động đáng chú ý nhất là Merab Kostava và Zviad Gamsakhurdia. Sự bất đồng và các nhà hoạt động thường bị chính quyền Xô viết thẳng tay trấn áp. Tất cả các thành viên thuộc phong trào bất đồng Gruzia đều bị chính quyền Xô viết bỏ tù.
Eduard Shevardnadze người Gruzia, bộ trưởng ngoại giao Liên Xô, từng là một trong những kiến trúc sư của các cuộc cải cách Perestroika cuối thập niên 1980. Trong giai đoạn này, Gruzia đã phát triển một hệ thống đa đảng mạnh mẽ tạo điều kiện thuận lợi cho sự độc lập sau này. Đất nước này có cuộc bầu cử nghị viện dân chủ, đa đảng phái đầu tiên trong Liên bang Xô viết ngày 28 tháng 10 năm 1990. Từ tháng 11 năm 1990 tới tháng 3 năm 1991, một trong những lãnh đạo Mặt trận Giải phóng Quốc gia, tiến sĩ Zviad Gamsakhurdia, là Chủ tịch Hội đồng Tối cao Cộng hòa Gruzia (nghị viện Gruzia).

### Độc lập thời hậu Xô viết
Ngày 9 tháng 4 năm 1989, một cuộc tuần hành hòa bình tại thủ đô Tbilisi của Gruzia đã kết thúc bằng một cuộc thảm sát với nhiều người bị quân đội Xô viết giết hại. Vụ việc này đã làm dấy lên một phong trào chống Xô viết rộng lớn, tuy nhiên nhanh chóng bị đập tan, bởi những cuộc cạnh tranh của các phe nhóm chính trị bên trong. Trước cuộc bầu cử quốc hội tháng 10 năm 1990, Umaghiesi Sabcho (Hội đồng tối cao) — cuộc bầu cử đầu tiên tại Liên bang Xô viết trên cơ sở đa đảng phái chính thức — bối cảnh chính trị một lần nữa lại như cũ. Tuy nhiều nhóm cấp tiến tẩy chay cuộc bầu cử và triệu tập một hội đồng thay thế (Đại hội quốc gia), một phần của phe đối lập chống cộng thống nhất lại trong Bàn tròn Tự do Gruzia (RT-FG) với những cá nhân đối lập như Merab Kostava và Zviad Gamsakhurdia. Gamsakhurdia đã thắng cử với số phiếu cách biệt, 155 trên tổng số 250 ghế nghị viện, theo đó Đảng cộng sản (CP) chỉ nhận được 64 ghế. Tất cả các đảng khác đều không giành đủ 5% số phiếu và vì thế chỉ được trao một số ghế tại đại diện khu vực bầu cử.
Ngày 9 tháng 4 năm 1991, một thời gian ngắn trước khi Liên bang Xô viết tan rã, Gruzia tuyên bố độc lập. Ngày 26 tháng 5 năm 1991, Zviad Gamsakhurdia được bầu làm tổng thống đầu tiên của Gruzia. Tuy nhiên Gamsakhurdia nhanh chóng bị hạ bệ sau một cuộc đảo chính đẫm máu, từ ngày 22 tháng 12 năm 1991 tới ngày 6 tháng 1 năm 1992. Cuộc đảo chính bị điều xúi giục bởi một nhóm Vệ binh quốc gia và một tổ chức bán quân sự được gọi là "Mkhedrioni". Đất nước rơi vào một cuộc nội chiến đau đớn và chỉ kết thúc vào năm 1995. Eduard Shevardnadze quay trở lại Gruzia năm 1992 và gia nhập giới lãnh đạo đảo chính — Kitovani và Ioseliani — lãnh đạo một chế độ tam đầu được gọi là "Hội đồng Nhà nước".
Năm 1995, Shevardnadze được chính thức bầu làm tổng thống Gruzia, và tái đắc cử năm 2000. Cùng lúc ấy, hai vùng thuộc Gruzia, Abkhazia và Nam Ossetia, nhanh chóng bị cuốn vào những cuộc tranh giành với những kẻ ly khai địa phương dẫn tới những cuộc chiến tranh và tình trạng bạo lực lan rộng giữa các sắc tộc. Được Nga ủng hộ, Abkhazia và Nam Ossetia trên thực tế đã giành được và duy trì nền độc lập khỏi Gruzia. Hơn 250.000 người Gruzia đã bị thanh lọc sắc tộc khỏi Abkhazia bởi những kẻ ly khai Abkhaz và những quân lính tình nguyện Bắc Caucasia, (gồm cả người Chechens) năm 1992-1993. Hơn 25.000 người Gruzia cũng đã bị trục xuất khỏi Tskhinvali, và nhiều gia đình Ossetian bị buộc phải dời bỏ nhà cửa tại vùng Borjomi và chuyển tới Nga.
Năm 2003 Shevardnadze bị hạ bệ sau cuộc Cách mạng Hồng, sau khi phe đối lập Gruzia và các giám viên quốc tế cho rằng cuộc bầu cử nghị viện ngày 2 tháng 11 đã bị gian lận. Cuộc cách mạng do Mikheil Saakashvili, Zurab Zhvania và Nino Burjanadze, những thành viên cũ trong đảng cầm quyền của Shavarnadze lãnh đạo. Mikheil Saakashvili được bầu làm Tổng thống Gruzia năm 2004.
Sau cuộc Cách mạng hồng, một loạt những biện pháp cải cách đã được đưa ra nhằm tăng cường sức mạnh quân sự và kinh tế của đất nước. Những nỗ lực của chính phủ mới nhằm tái xác nhận chủ quyền của Gruzia tại nước cộng hoà Ajaria vùng tây nam đã gây ra một cuộc khủng hoảng đầu năm 2004. Thắng lợi tại Ajaria đã khuyến khích Saakashvili tăng cường thêm nữa những nỗ lực của mình trong việc tìm kiếm một đột phá tại Nam Ossetia, nhưng không mang lại thành công.
Tháng 8 năm 2008, quân đội Gruzia tấn công vào Nam Ossetia để tái chiếm lại tỉnh này khỏi tay quân ly khai. Ngày hôm sau, Quân đội Nga đã tấn công đánh bật quân đội Gruzia ra khỏi Nam Ossetia và tiến vào Gruzia. Hai bên đều đổ lỗi cho bên kia và cáo buộc phía kia tấn công thường dân.